# Friedrich Köchling
Le titre de cet article contient le caractère ö. Quand celui-ci n'est pas disponible ou n'est pas désiré, le nom de l'article peut être représenté comme Friedrich Koechling.
Friedrich Köchling (22 juin 1893 à Ahaus et mort le 6 juin 1970 à Legden-Coesfeld), est un General der Infanterie allemand au sein de la Heer dans la Wehrmacht pendant la Seconde Guerre mondiale.
Il a été récipiendaire de la Croix de chevalier de la Croix de fer. Cette décoration est attribuée en reconnaissance d'un acte d'une extrême bravoure ou d'un succès de commandement important du point de vue militaire.

## Biographie
Fils du comptable Georg Köchling (né en 1865 à Ahaus) et de son épouse, Köchling obtient son Abitur au lycée Nepomucenum de Coesfeld (de) en février 1912 et rejoint le 159e régiment d'infanterie (de) en tant qu'aspirant officier le 1er mars 1912, où il est nommé enseigne le 19 novembre 1912.
Friedrich Köchling se rend aux troupes américaines en 1945 et reste en captivité jusqu'en 1947.

## Décorations
- Croix de fer (1914)
  - 2e Classe
  - 1re Classe
- Insigne des blessés (1914)
  - en Noir
  - en Argent
- Croix d'honneur
- Agrafe de la Croix de fer (1939)
  - 2e Classe
  - 1re Classe
- Médaille du Front de l'Est
- Croix allemande en Or (2 novembre 1941)
- Croix de chevalier de la Croix de fer
  - Croix de chevalier le 31 juillet 1942 en tant que Generalmajor et commandant de la 254. Infanterie-Division[1]